# 里五十公野村
里五十公野村（さといぎみのむら）は、かつて新潟県中頸城郡にあった村。

## 沿革
- 1889年（明治22年）4月1日 - 町村制施行に伴い中頸城郡鴨井村、水科村、窪村、中野村、川浦村、野村、稲原村、下中村、田村、法花寺村、水吉村、横山新田、宮崎新田が合併し、里五十公野村が発足。
- 1955年（昭和30年）10月1日 - 中頸城郡上杉村、美守村と合併し、三和村となり消滅。